# Plaza de la Libertad (Tallin)
La plaza de la Libertad (en estonio: Vabaduse väljak) es una plaza en el extremo sur de la ciudad vieja en Tallin, Estonia. Está bordeada al este por la iglesia de San Juan (construida entre 1862 y 1867), al sur con el bulevar Kaarli y un centro comercial subterráneo (2008-09), y al oeste por una columna de la victoria (2009) que conmemora la Guerra de Independencia de Estonia entre 1918 y 1920.
El actual diseño fue creado por los arquitectos Tiit Trummal, Veljo Kaasik y Andres Alver. Tiene una superficie de 7.752 m² con unas dimensiones aproximadas de 110 m por 75 m.
Durante el período soviético, la plaza de la Libertad era conocida como la plaza de la Victoria (Võidu väljak).

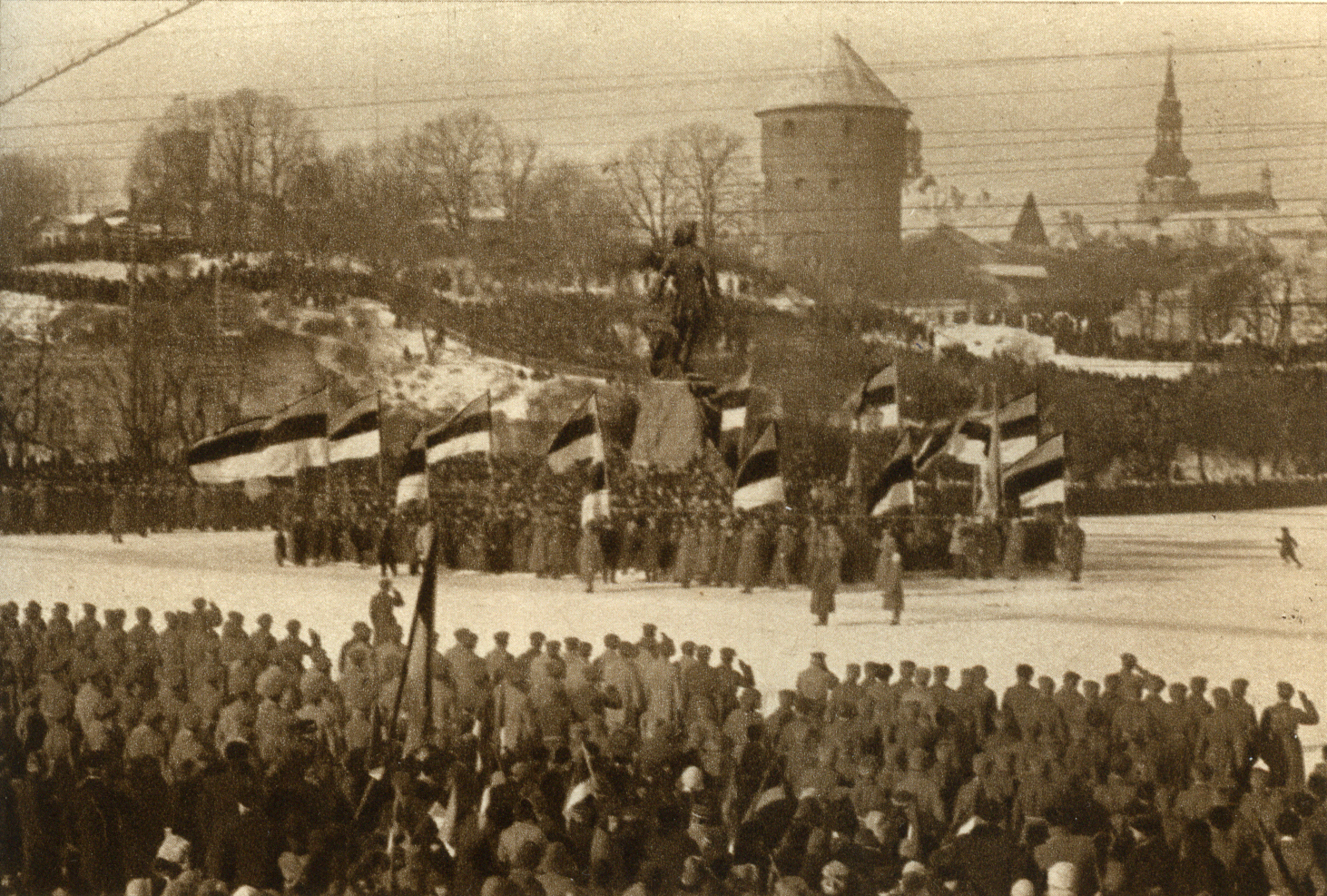
Plaza de la Libertad, 1919
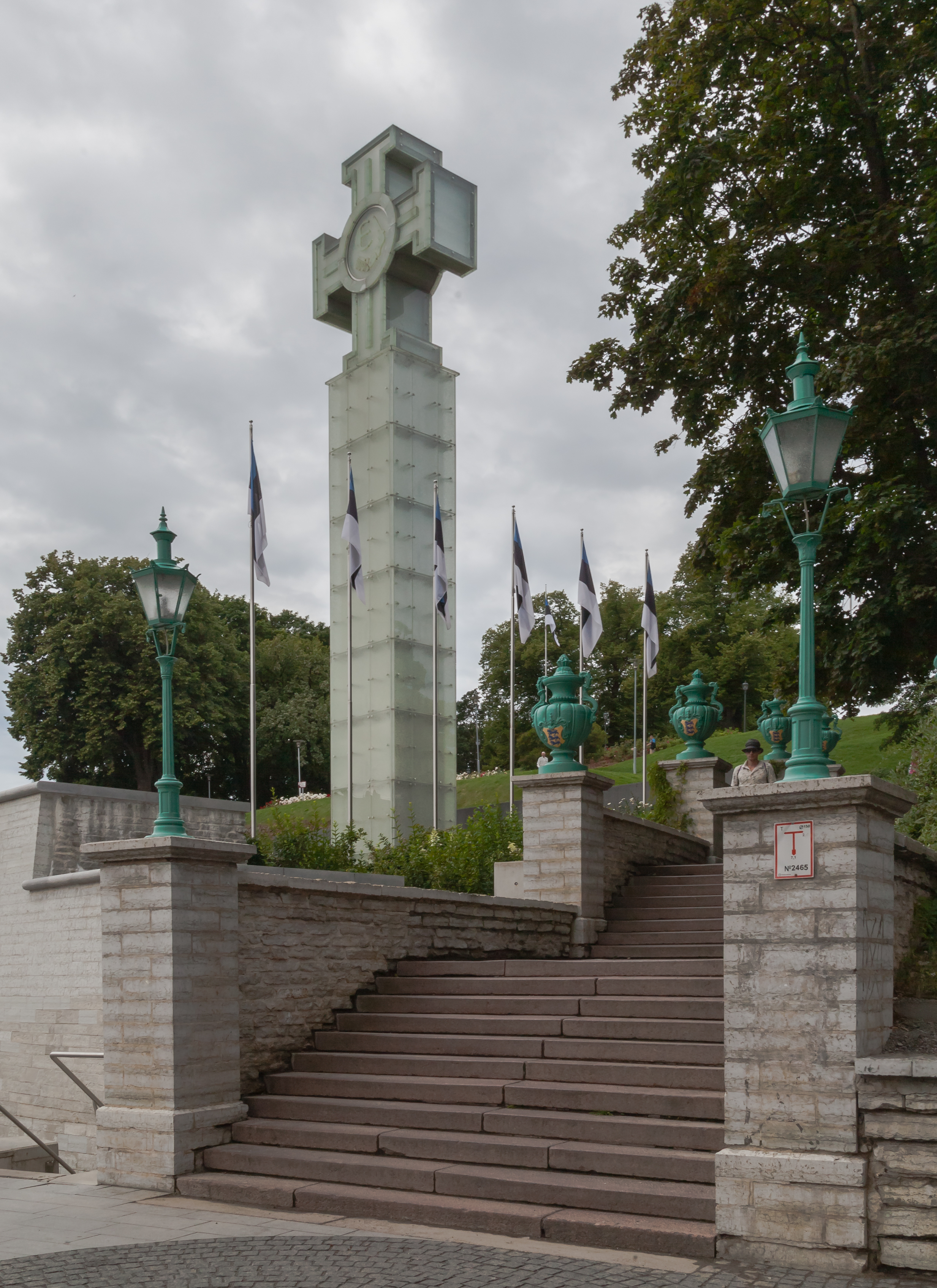
Columna de la Victoria de la Guerra de la Independencia
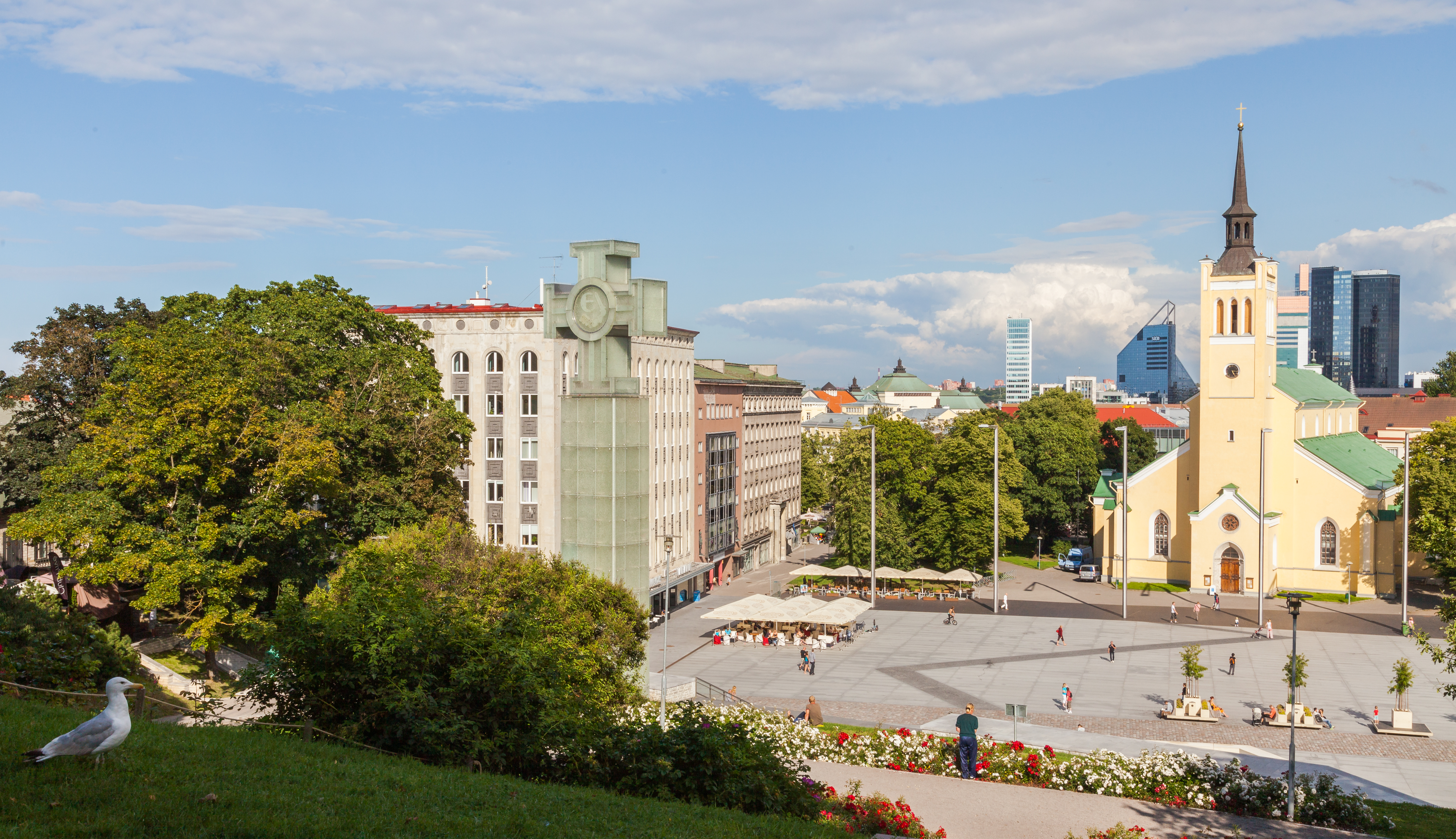
Plaza de la Libertad, 2012
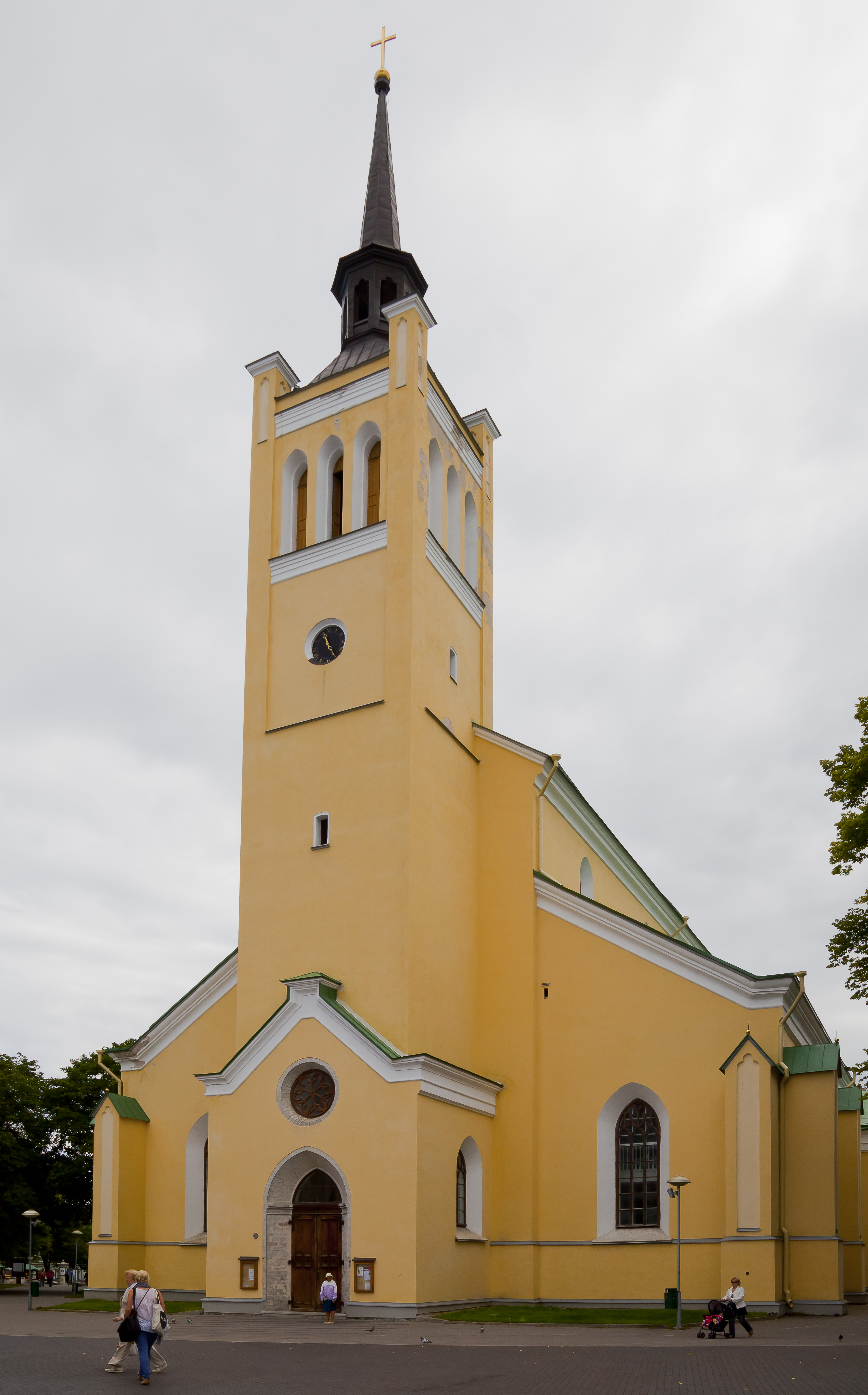
Iglesia de San Juan